# Benzylchloride
Benzylchloride is een organische verbinding met als brutoformule C7H7Cl. De stof komt voor als een kleurloze vloeistof met een stekende geur. Het is een derivaat van tolueen, waarin één waterstofatoom in de methylgroep (dit is op de zogenaamde α-positie) vervangen is door een chlooratoom; vandaar de alternatieve naam α-chloortolueen.

## Synthese
Benzylchloride wordt gevormd in de fotochlorering van tolueen, dit is de reactie van tolueen en chloor onder invloed van licht, gevolgd door zuivering en scheiding. Naast benzylchloride wordt er in de fotochlorering ook benzalchloride, benzotrichloride en zwaardere nevenproducten gevormd.

## Toepassingen
Benzylchloride wordt in de chemische industrie verwerkt tot andere producten, vooral benzylalcohol. Het is een bouwsteen bij de synthese van weekmakers (bijvoorbeeld benzylbutylftalaat), van farmaceutische stoffen, parfums en vulkaniseerversnellers.

## Toxicologie en veiligheid
Bij verbranding ontstaat het giftige en corrosieve zoutzuur (HCl). De dampen van benzylchloride zijn zwaarder dan lucht en kunnen explosieve mengsels in lucht vormen (explosiegrenzen: 1,1 tot 14 volumepercent).
In water hydrolyseert de stof, waarbij benzylalcohol en zoutzuur gevormd worden. Het is een vluchtige stof en bij blootstelling aan de dampen kan deze hydrolyse ook aan de slijmvliezen plaatsvinden, wat irriterend en traanverwekkend werkt. Inademing van de damp kan ook longoedeem veroorzaken.
Benzylchloride is kankerverwekkend gebleken bij dierproeven. Voor mensen zijn onvoldoende gegevens beschikbaar; daarom is de stof ingedeeld als mogelijk kankerverwekkend (IARC-klasse 2).